# ポーの法則
ポーの法則（ぽーのほうそく、Poe's law）は、インターネットユーザーであるネイサン・ポー（Nathan Poe）が2005年にインターネット上で提唱した法則。

## 概要
「皮肉で言っている」という作者の意図が明確に示されていない場合、「本気でやっている過激な主張」と「ネタでやっているトンデモ」の区別が難しいことを示す。
主に2010年代以降の英語圏のWeb2.0界隈において、創造論などの原理主義や似非科学などを批判するブロガーの間で使われている用語である。元々は皮肉として「ネタでやっているトンデモ」の書き込みをする人々（ポーら）の間で使われていた用語だが、後に、原理主義者や似非科学信奉者の書き込みには「ネタ」であることを疑うレベルで過激なものがあることを示すようになった。

## 法則とその意味
ポーの法則を一般化して言うと:

## 歴史
ポーの法則は、創造論に関して、創造論者と進化論者と彼らを煽って楽しむ三者間で際限なく議論が行われている「christianforums.com」というウェブサイトで、2005年にネイサン・ポーと名乗るユーザーによって提唱された。オリジナルの文章はこのようなものである。
この法則はポーが初めて言い表したわけではなく、1983年にジェリー・シュウォーツ（Jerry Schwarz）がUsenetで似たようなことを既に言っている。
また別の先例として、Usenetに2001年に投稿されたものがあり、アラン・モーガン（Alan Morgan）が有名なクラークの三法則になぞらえてこう記した。